# Chemin du piémont pyrénéen
Le chemin du piémont pyrénéen (ou el cami deu pé de la coste) est un itinéraire du pèlerinage de Saint-Jacques-de-Compostelle. Il ne fait  pas partie des quatre grandes voies répertoriées dès le XIIe siècle par Aimery Picaud dans le Guide du Pèlerin. Bien que moins fréquenté que les quatre voies historiques, il devient progressivement une cinquième grande voie, qui est de moins en moins considérée comme une variante de la via Tolosana. Augmenté du tronçon amont Montpellier - Carcassonne, en cours d'homologation par la FFRP dans la partie héraultaise (jusqu'à Montouliers), il a été homologué et balisé de Montouliers à Carcassonne. Il deviendra la voie des Piémonts,.
Il reçoit à Carcassonne les pèlerins venant de Narbonne ou Béziers ainsi que ceux venant de la via Tolosana en provenance de Montpellier. À Saint-Bertrand-de-Comminges viennent les pèlerins de Toulouse qui ont choisi de quitter la via Tolosana. Il accueille aussi des pèlerins en provenance de Catalogne et d’Italie, débarqués sur les côtes du Roussillon.

## Historique
Non mentionné par le Guide du Pèlerin de 1140 (partie du Codex Calixtinus), le chemin du piémont était cependant bel et bien emprunté par les Jacquets qui se transmettaient verbalement les informations sur cette voie.

## Patrimoine et sites remarquables du chemin du piémont

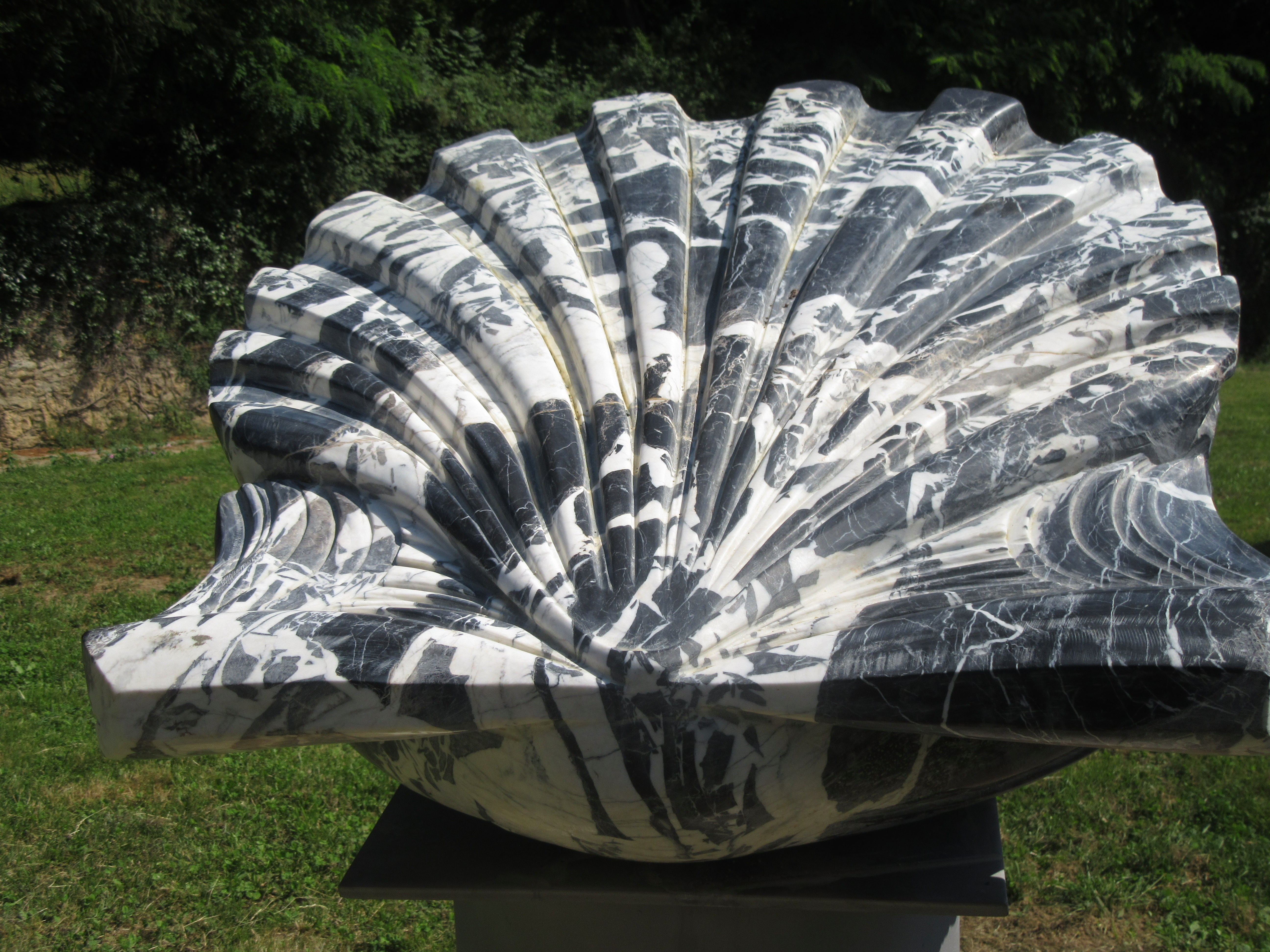
Coquille en marbre Grand antique d'Aubert, posée en juillet 2018 au Pouech de Moulis en Ariège, sur le chemin du piémont pyrénéen

- Collégiale Saint-Étienne de Capestang
- Église Saint-Saturnin de Pouzols-Minervois
- Abbaye Sainte-Marie de Fontfroide
- Cathédrale Saint-Maurice de Mirepoix
- Église Notre-Dame de Vals
- Grotte du Mas-d'Azil
- Cathédrale Saint-Lizier de Saint-Lizier
- Cathédrale Notre-Dame de Saint-Bertrand-de-Comminges
- Abbaye de l'Escaladieu
- Église Saint-Laurent de Jézeau
- Assouste
- Sainte-Colome

## Parcours du GR 78
La fédération française de la randonnée pédestre (FFRP) a homologué cet itinéraire de 520 km en Sentier de grande randonnée (GR 78) depuis Bize-Minervois jusqu'à Saint-Jean-le-Vieux, en passant par Pouzols-Minervois, Carcassonne, Montréal, Fanjeaux, Mirepoix, Pamiers, Le Mas-d'Azil, Saint-Lizier, (Col de Portet-d'Aspet), Saint-Bertrand-de-Comminges, Bagnères-de-Bigorre. Puis en GR 678 au départ de Lourdes en passant par Bétharram, Oloron-Sainte-Marie, L'Hôpital-Saint-Blaise. Il rejoint la voie du Puy (GR 65) à Saint-Jean-le-Vieux Le parcours complet nécessite environ un mois.